# Цупле
Цупле (пол. Cuple) — село в Польщі, у гміні Белжиці Люблінського повіту Люблінського воєводства.
Населення — 189 осіб (2011).
У 1975-1998 роках село належало до Люблінського воєводства.

## Демографія
Демографічна структура станом на 31 березня 2011 року:
|          | Загалом | Допрацездатний вік | Працездатний вік | Постпрацездатний вік |
| -------- | ------- | ------------------ | ---------------- | -------------------- |
| Чоловіки | 96      | 20                 | 64               | 12                   |
| Жінки    | 93      | 20                 | 53               | 20                   |
| Разом    | 189     | 40                 | 117              | 32                   |